# شادي الشرفا
شادي أحمد الشرفا (23 إبريل 1977-) هو أسير فلسطيني وأحد قيادات الجبهة الشعبية لتحرير فلسطين، قضى عشرين عامًا في سجون الإحتلال الإسرائيلي وأُفرج عنه عام 2022. وُلد شادي في حي وادي الجوز قرب باب الساهرة في مدينة القدس المحتلة، وبدأ رحلته النضالية منذ أن كان طالبًا في المرحلة الإعدادية والثانوية في مدرسة الفرير في القدس، واعتُقل وهو في الصف الحادي عشر سنة 1994 بسبب نشاطه البارز في العمل الطلابي، وأمضى عامًا ونصف عام داخل سجن الدامون، ولم يكسر السجن إرادته، وإنما دفعه إلى مواصلة نشاطه النضالي في مقارعة الاحتلال، فاعتُقل عدة مرات.

## اعتقاله
اعتُقل شادي وقائيًا في 6 إبريل 2002 بعد اغتيال مجموعة تابعة للجبهة الشعبية وزير السياحة الاسرائيلي رحبعام زئيفي في 27 أغسطس 2001، حيث وُجِّهت إليه تهمة "الإنتماء الى الجناح العسكري للجبهة الشعبية لتحرير فلسطين"، فضلاً عن ٣٨ من اعترافات آخرين ضده، لكنه أنكرها ولم يعترف بأي منها. وعند اعتقاله حضرت قوات كبيرة من جنود الإحتلال معززة بآليات عسكرية وطائرة هليكوبتر، فحاصرت منطقة بيت حنينا والرام، مغلِقة جميع المنافذ المؤدية إليها، ثم أحكمتْ الطوق على المنزل الذي كان الشرفا موجودًا فيه وداهمته.

## في السجن
كان الشرفا من الأسرى المتميّزين، إذ امتلك شبكة علاقات كبيرة مع عدد كبير من الأسرى ومن جميع التنظيمات، وشارك في الإضرابات عن الطعام وخاض خمسة منها تركت آثارها على جسده وصحته في كل إضراب. ولم يمنعه السجن من مواصلة تحصيله العلمي، فحصل على شهادات منها:
- شهادة التوجيهي وهو في سجن الدامون سنة 1995.
- شهادة البكالوريوس من الجامعة العبرية المفتوحة.
- شهادة البكالوريوس في العلوم السياسية من جامعة القدس أبو ديس بتقدير جيد جدًا.
- شهادة الماجستير في الدراسات الاقليمية من جامعة القدس بتقدير جيد جدًا.[4]
- شهادة الماجستير في مجال إدارة المؤسسات من جامعة القاهرة بتقدير جيد جدًا.
- شهادة الماجستير في مجال الإدارة العامة من الأكاديمية الأميركية بتقدير جيد جداً.[5]

## حرية منقوصة
بعد أن أنهى الأسير شادي عقدين من الأسر، استقبله جهاز المخابرات الإسرائيلية فورًا واحتجزته في مركز توقيف المسكوبية لسبع ساعات ثم أفرجت عنه لاحقًا. ولم يُفاجئ بخبر سحب هويته بقرار من وزير الداخلية الإسرائيلي، فقد تلقى تهديدات بهذا أثناء فترة سجنه وتم تنفيذ القرار، ونتيجة لذلك حُرم من احتياجات أساسية كشراء سيارة والتوظيف وفتح حساب بنكي والزواج القانوني، ومُنع أيضًا من دخول الضفة الغربية بقرار من المخابرات.